# 楢本磨崖仏
楢本磨崖仏（ならもとまがいぶつ）は、大分県宇佐市安心院町楢本にある磨崖仏である。大分県の史跡に指定されている。

## 概説
幅40ｍ、高さ4.5ｍの岩壁に、40数体の像が2段に刻まれている。これらの像には、不動明王・矜羯羅童子・制吒迦童子の不動三尊、薬師如来・日光菩薩・月光菩薩の薬師三尊をはじめ、十二神将、仁王、地蔵菩薩等が含まれる。像は室町時代の磨崖仏の特色をよく表す、かまぼこ型半肉彫りとされている。
不動明王の右上には応永35年（1428年）の墨書銘がある。

## 交通
- 自動車 - 国道500号そば[3]。